# Temapark

Törnrosas slott på Disneyland i Kalifornien, invigd 1955.

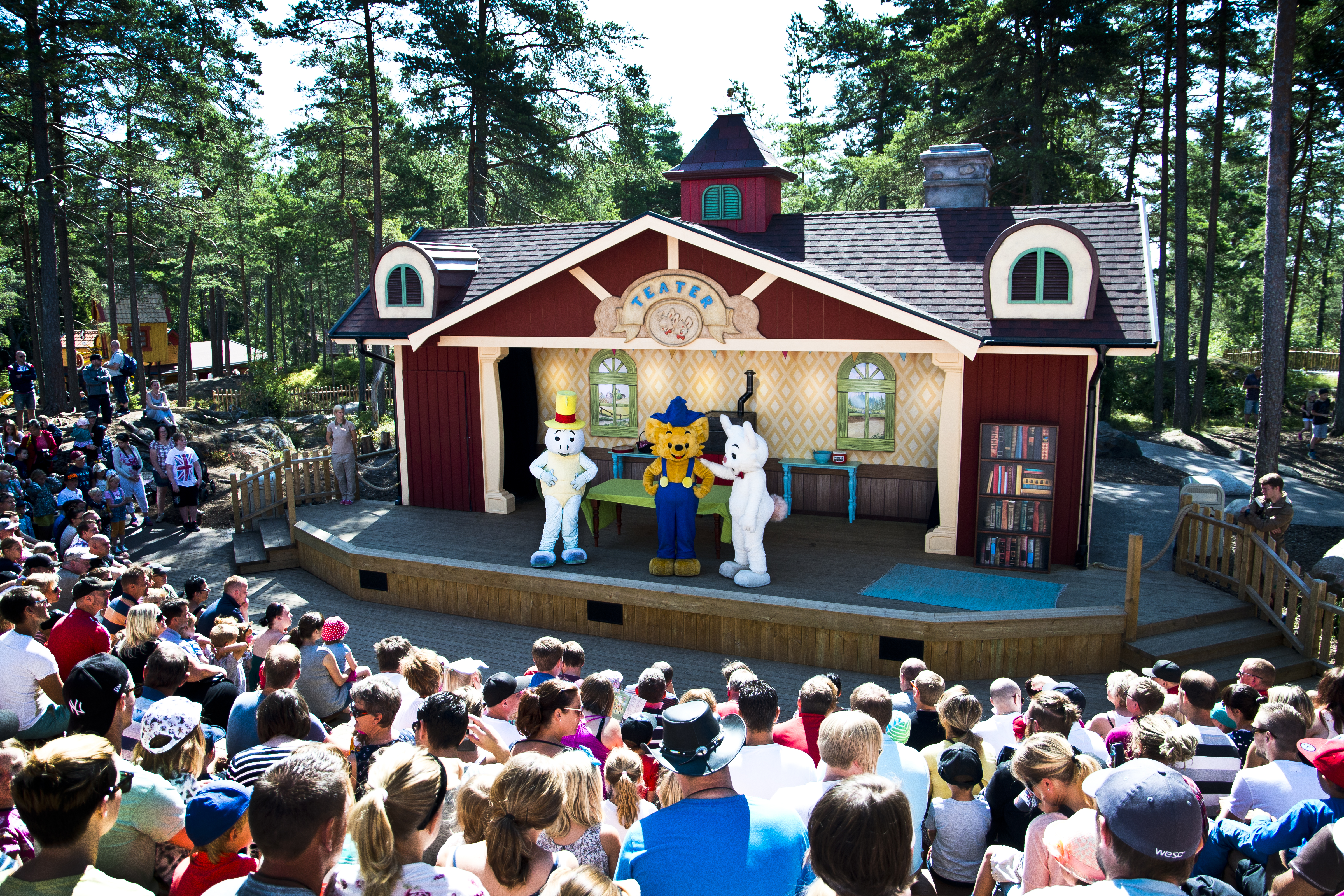
I temaparker möter besökarna ofta levande karaktärer som här i Bamses Värld.

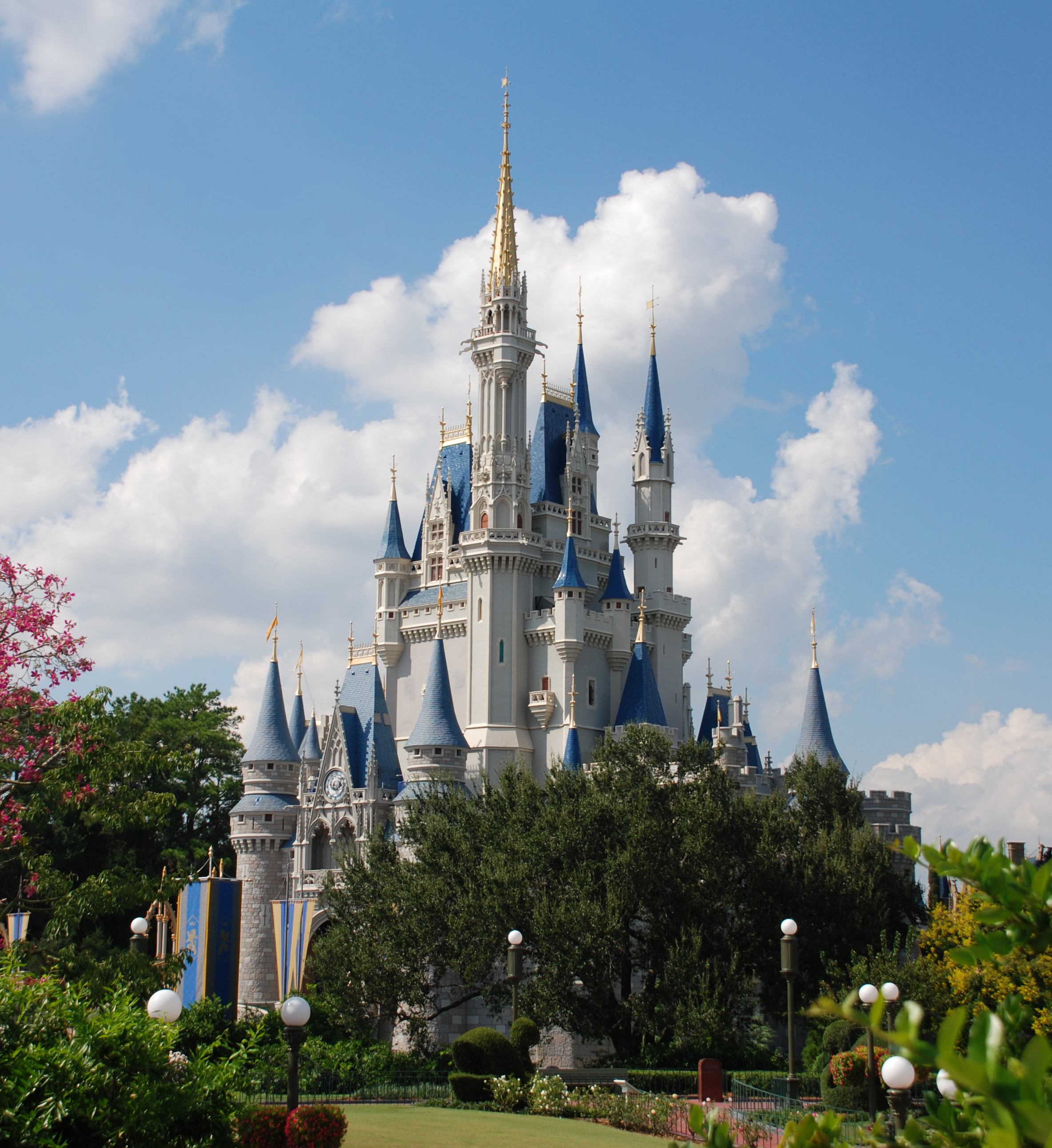
Askungens slott på Walt Disney World (Magic Kingdom) i Florida, invigd 1971.

Temapark är en form av nöjespark eller annan turistattraktion som till skillnad från ett traditionellt tivoli eller nöjesfält är uppbyggt kring ett speciellt tema. Världens första temapark anses vara Blackgang Chine på Isle of Wight, uppförd 1843. Walt Disney var en betydande pionjär på området med sitt Disneyland i Anaheim, Kalifornien som öppnade i mitten av 1955.
De centrala delarna av Florida, runt Orlando är idag världens temaparktätaste område.

## Exempel på temaparker
- Astrid Lindgrens Värld - Astrid Lindgrens berättelser
- Disneyland - flera teman i parken: sagovärld, amerikansk huvudgata, vilda västern, äventyrsland, science fiction m.m., huvudsakligen kring Disneys filmproduktion 
  - Disneyland Resort Paris - se ovan
  - Disneyworld - se ovan
- Dollywood - Dolly Parton
- Europa-Park - Europas länder
- High Chaparral - Vilda västern
- Legoland - Lego
- Medeltidens Värld - Medeltiden
- Muminvärlden - Mumintrollen
- Parc Astérix - Asterix
- Tomteland - Jultomten
- Universal Studios Hollywood - filmproduktion och fiktiva världar
  - Universal Parks & Resorts flera temaparker runt om i världen
- Bamses Värld, Temapark kring seriefiguren Bamse på Kolmården.

### Fotnoter
1. ↑  ”Disneylandkarta såldes för miljoner” (på svenska). Sydsvenskan. 26 juni 2017. https://www.sydsvenskan.se/2017-06-26/disneyland-karta-saldes-for-miljoner. Läst 28 september 2017.